# Тагай (Иркутская область)
Тагай (бур. Таха) — деревня в Осинском районе Усть-Ордынского Бурятского округа Иркутской области. Входит в муниципальное образование «Улейское».

## География
Находится в 80 км к северо-западу от районного центра, села Оса, на одноименной реке, на абсолютной высоте 434 метра над уровнем моря.

### Внутреннее деление
Состоит из 2-х улиц: Центральная и Школьная.

## Топонимика
Возможно, населённый пункт получил своё название от бурятского таха — подкова, предположительно, это связано с рельефом местности или изгибом реки, напоминающим подкову.

## Население
| 2002 | 2010 | 2011 | 2012 |
| ---- | ---- | ---- | ---- |
| 169  | ↗179 | →179 | ↗182 |

Национальный состав
Согласно результатам переписи населения 2002 года, в национальной структуре населения села буряты составляли 95%.